# 昭公 (戦国宋)
昭公（しょうこう、? - 紀元前404年）は、春秋戦国時代の宋の君主（在位前469年 - 前404年）。姓は子、名は特、あるいは得。公孫周の子。元公の曾孫にあたる。
『春秋左氏伝』によると、宋の景公に子がなかったため、公孫周の子の得と啓が養子に迎えられた。紀元前469年10月、景公が死去すると、景公の寵臣の大尹が啓を宋公に擁立した。右師の皇瑗・大司馬の皇非我・司徒の皇懐・左師の霊不緩・司城の楽茷・大司寇の楽朱鉏ら六卿がこれに反対したため、大尹は啓を連れて楚に亡命した。六卿たちは得（昭公）を宋公に擁立した。
いっぽう『史記』によると、公子特（昭公）は公孫糾の子であり、景公が父を殺したことを恨んでいた。景公が死去すると、公子特は太子を殺して自ら即位したという。
『韓詩外伝』によると、昭公はひとたび国を追われたが、過ちを反省して行いを改めると、2年経たないうちに宋人に迎えられて復位した。